# كرام (اسم)
كرام هو اسم علم مذكر من أصل عربي، ومعناه هو من كرم كرامة جاد وأعطى بسهولة.

## وصلات خارجية
- موسوعة السلطان قابوس لأسماء العرب نسخة محفوظة 5 أبريل 2019 على موقع واي باك مشين.